# يانيس حنين
يانيس حنين (من مواليد 24 يونيو 1999) هو لاعب كرة قدم فرنسي-مغربي، يلعب كحارس مرمى لفريق الوداد. وهو لاعب دولي للشباب المغرب.

## مهنة النادي
لعب حنين لنادي مونتروج وكليرفونتين وموناكو. بدأ مسيرته المهنية مع فريق موناكو الاحتياطي في عام 2017، ولعب معهم موسمين. غادر النادي في صيف 2019، وانتقل إلى نادي الوداد المغربي في 15 يناير 2020. ظهر لأول مرة مع فريق الوداد في مباراة في دوري أبطال إفريقيا ضد بترو دي لواندا في 23 فبراير 2021.

## مهنة دولية
هو لاعب دولي للشباب المغرب، وقد لعب مع منتخب المغرب تحت 23 سنة.

## الحياة الشخصية
ولد في باريس، فرنسا. يحمل الجنسيتين الفرنسية والمغربية. وبعيدًا عن كرة القدم، حصل على درجة الماجستير في إدارة الأعمال والهندسة من المعهد العالي للهندسة و إدارة الإعمال.

## الانجازات
الوداد
- البطولة الوطنية: 2020–21، 2021–22

## روابط خارجية
- يانيس حنين على موقع قاعدة بيانات كرة القدم.إي يو (الإنجليزية)
- يانيس حنين على موقع Soccerway.com (الإنجليزية)